# 前255年
| 千纪： | 前1千纪 |
| 世纪： | 前4世纪 \| 前3世纪 \| 前2世纪                                                                                         |
| 年代： | 前280年代 \| 前270年代 \| 前260年代 \| 前250年代 \| 前240年代 \| 前230年代 \| 前220年代                               |
| 年份： | 前260年 \| 前259年 \| 前258年 \| 前257年 \| 前256年 \| 前255年 \| 前254年 \| 前253年 \| 前252年 \| 前251年 \| 前250年 |
| 纪年： | 齊王建十年 趙孝成王十一年 魏安僖王二十二年 韓桓惠王十八年 秦昭襄王五十二年 楚考烈王八年 衛懷君三十八年 燕孝王三年     |

## 大事記
- 中國
  - 楚春申君以荀卿為蘭陵令。
  - 燕孝王薨，子喜立。
  - 秦國攻陷洛邑。

- 歐洲
  - 第一次布匿戰爭時期，羅馬共和國軍隊在突尼斯被徹底擊敗，統帥馬爾庫斯·阿蒂利烏斯·雷古魯斯及500名羅馬士兵被迦太基的斯巴達僱傭兵頭領克桑提普斯俘獲，羅馬侵略非洲失敗。
  - 馬其頓王國與托勒密王國在愛琴海爆發科斯島戰役，托勒密王國喪失許多愛琴海島嶼，第一次敘利亞戰爭所獲得的疆土幾乎喪失。

## 逝世
- 燕孝王
- 范雎，東周戰國時魏國政治家、軍事謀略家，秦昭襄王宰相。